# Ulrich Urban
Ulrich Urban (geboren in Frankfurt (Oder)) ist ein deutscher Dirigent und Pianist.

## Leben
Urban studierte Klavier bei Günter Kootz und Dirigieren bei Rolf Reuter an der Hochschule für Musik „Felix Mendelssohn Bartholdy“ Leipzig, arbeitete zeitweise als Dirigent mit mehreren mitteldeutschen Orchestern zusammen und wurde  1991 an der gleichen Hochschule für Musik zum  Professor für Klavier berufen. Urban spielte als Klavier-Solist mit mehr als 40 Orchestern  und produzierte allein über 20 Klavierkonzerte für Rundfunkanstalten, darunter Konzerte von Dvorak, Reger, Pfitzner, Strauss und Gerster.  Als Kammermusiker war er Partner unter anderem von  Gustav Schmahl, Hans-Georg Jaroslawski, Waltraud Wächter, Erkki Rautio, Ludwig Streicher, Nicolai Gedda und Sascha Vectomov.  Konzerte und Meisterkurse führten ihn in die meisten europäischen Länder sowie in die USA, nach Südamerika, Südafrika, Japan und Taiwan. Seine mehr als 30 CD-Aufnahmen umfassen alle Stilrichtungen seit Bach, setzen jedoch einen Schwerpunkt in Werken der Spätromantik.